# Грэм, Мария

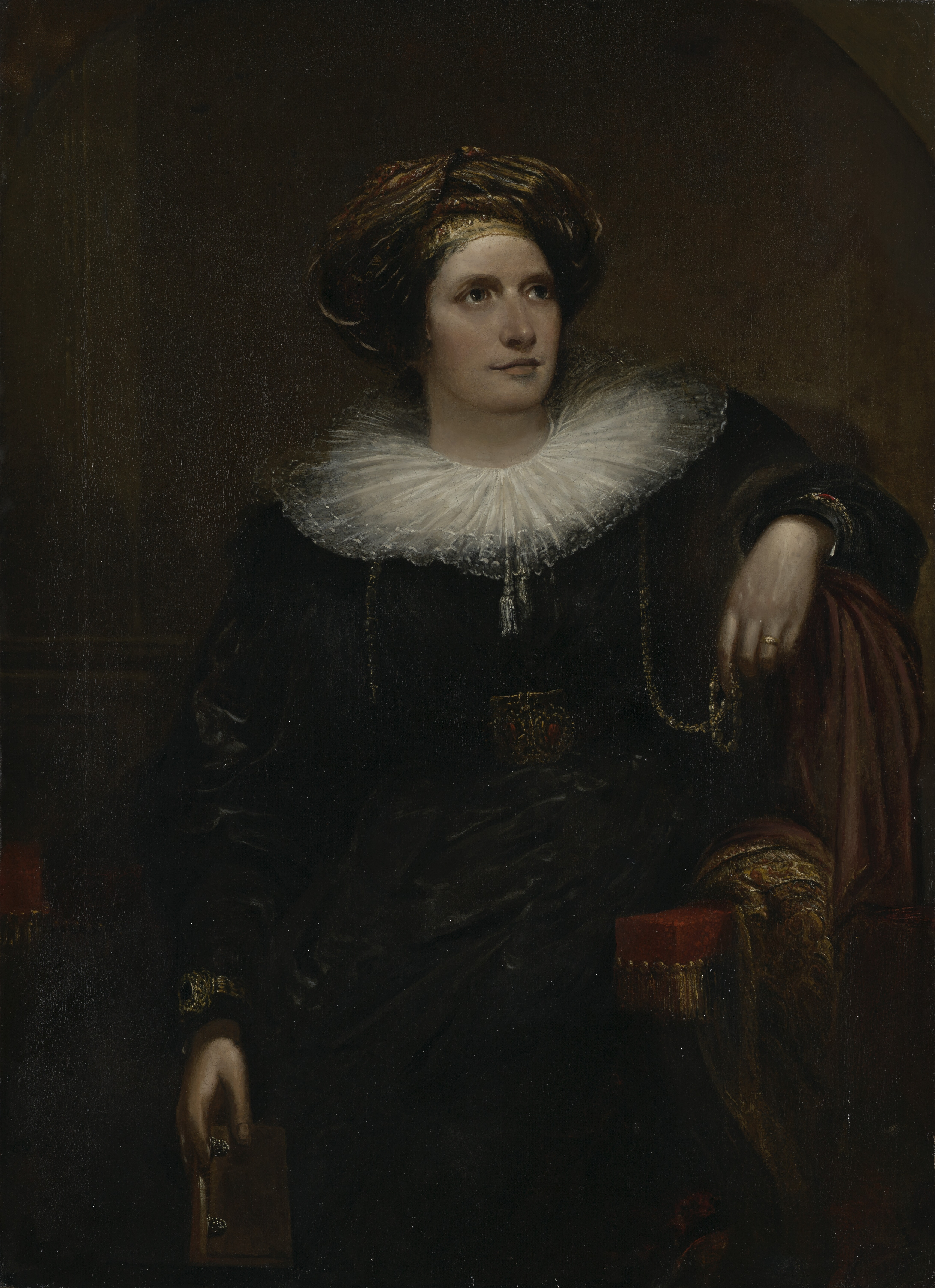
Портрет Марии Калькотт, написанный её вторым мужем, сэром Августом Уоллом Калькоттом.

Мария Грэм (англ. Maria Graham. урожденная Дандас, англ. Dundas; 19 июля 1785 — 21 ноября 1842), позже Мария, леди Калькотт (англ. Maria, Lady Callcott) — британская писательница, автор книг о путешествиях и детских книг, иллюстратор.

## Наставница принцессы
В 1823 году по пути из Чили в Великобританию сделала остановку в Бразилии и была представлена недавно воцарившемуся бразильскому императору Педру I и его семье. За год до этого бразильцы провозгласили независимость от Португалии и попросили проживающего там португальского наследного принца стать их императором. Было решено, что Грэм должна стать воспитателем юной принцессы Марии да Глории. Вернувшись в Лондон, Грэм передала рукописи двух новых книг своему издателю («Журнал о резиденции в Чили в 1822 году», «Путешествие из Чили в Бразилию в 1823 году» и «Журнал о путешествии в Бразилию и проживании там в течение части 1821, 1822, 1823 годов, проиллюстрированные ею самой»), собрала подходящий образовательный материал и в 1824 году вернулась в Бразилию. Однако в королевском дворце она оставалась только до октября того же года, когда её попросили уйти из-за подозрений придворных в отношении её мотивов и методов (придворные опасались, что она намеревалась англизировать принцессу). За несколько месяцев пребывания в королевской семье Грэм подружилась с императрицей Австрии Марией Леопольдиной, которая разделяла интересы в области естественных наук.

## Память в Чили

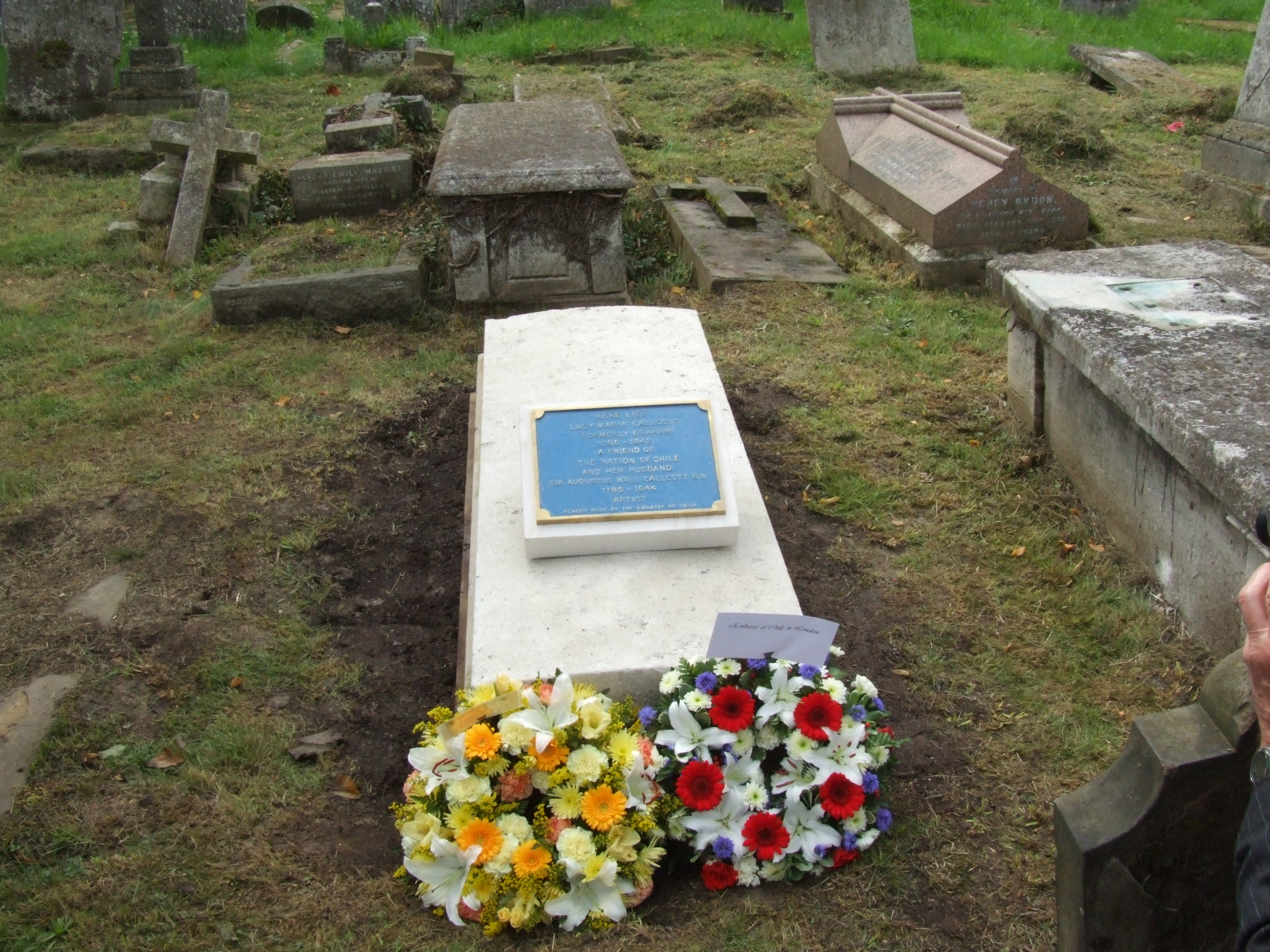
Могила Марии и Августа Калькотт на кладбище Кенсал-Грин, восстановленная правительством Чили в 2008 году.

В знак признания её заслуг перед Чили, как одного из первых, кто написал о молодой нации на английском языке, чилийское правительство оплатило восстановление совместной могилы Марии и Августа Калькоттов на кладбище Кенсал-Грин в Лондоне в 2008 году.
Реставрация была завершена памятной доской, открытой послом Чили в Соединенном Королевстве Рафаэлем Морено на церемонии 4 сентября 2008 года. На мемориальной доске Мария Калькотт названа «другом народа Чили».

## «Война Роз»
Существует мнение, что в детской книге «История Англии для маленького Артура», впервые опубликованной в 1835 году, Грэм впервые употребила выражение «Война Роз» для обозначения вооруженных конфликтов в Англии в XV века.